# Phénylalanyl-ARNt synthétase
La péhylalanyl-ARNt synthétase est une ligase qui catalyse la réaction :
ATP + L-phénylalanine + ARNtPhe  {\displaystyle \rightleftharpoons }  AMP + pyrophosphate + L-péhylalanyl-ARNtPhe.
Cette enzyme assure la fixation de la phénylalanine, l'un des 22 acides aminés protéinogènes, sur son ARN de transfert, noté ARNtPhe, pour former l'aminoacyl-ARNt correspondant, ici le péhylalanyl-ARNtPhe.